# Fatou Mbye (Politikerin)
Fatou Mbye ist eine gambische Politikerin.

## Leben
Mbye erwarb ihr Higher Teachers' Certificate am Milton Margai College of Education and Technology in Sierra Leone.
Sie arbeitete ab 1972 als Lehrerin und war außerdem education officer im Ministerium für den primären und sekundären Bildungsbereich. Sie war ab etwa 2004 als Nachfolgerin von Fatou Lamin Faye Leiterin (Director General) des Gambia Technical Training Institute (GTTI).
Am 29. November 2010 wurde sie von Präsident Yahya Jammeh in die National Assembly nominiert und einstimmig zur stellvertretenden Parlamentssprecherin gewählt. Sie folgte damit auf Abdoulie Bojang, der zuvor vom Stellvertreter zum Sprecher aufgerückt war. Sie übte dieses Amt bis zum Regierungswechsel nach den Parlamentswahlen in Gambia 2017 aus.
Sie war außerdem Vorsitzende des National Women’s Council und Vorstandsvorsitzende (Chairperson of the Board of Directors) der Rundfunkgesellschaft Gambia Radio and Television Services (GRTS).
Seit 2010 ist sie Trägerin des Order of the Republic of The Gambia in der Stufe Member.